# Дембска-Кузня
Дембска-Кузня (пол. Dębska Kuźnia) — остановочный пункт железной дороги (платформа) в селе Дембска-Кузня в гмине Хшонстовице, в Опольском воеводстве Польши. Имеет 1 платформу и 1 путь.
Остановочный пункт на железнодорожной линии Ополе — Тарновске-Гуры, построен в 1931 году, когда село Дембска-Кузня (нем. Dembiohammer, Дембиохаммер) было в составе Веймарской республики.